# Lākeh Nāshūn
Lākeh Nāshūn (persiska: لاکاتشم, Lākāteshem) är ett samhälle i Iran.   Det ligger i provinsen Gilan, i den nordvästra delen av landet, 300 km nordväst om huvudstaden Teheran. Lākeh Nāshūn ligger 303 meter över havet och antalet invånare är 198.
Terrängen runt Lākeh Nāshūn är kuperad österut, men västerut är den bergig. Lākeh Nāshūn ligger nere i en dal. Runt Lākeh Nāshūn är det ganska glesbefolkat, med 45 invånare per kvadratkilometer. Närmaste större samhälle är Hashtpar, 13,8 km nordost om Lākeh Nāshūn. I omgivningarna runt Lākeh Nāshūn växer i huvudsak blandskog.